# Parafia Świętych Apostołów Piotra i Pawła w Żyrzynie
Parafia Świętych Apostołów Piotra i Pawła w Żyrzynie – parafia rzymskokatolicka w Żyrzynie, należąca do archidiecezji lubelskiej i Dekanatu Puławy. Została erygowana w 1675. Mieści się przy ulicy 1000-Lecia. Parafię prowadzą księża archidiecezjalni.

## Zasięg
Parafia obejmuje miejscowości: Bałtów, Borysów, Kotliny, Zagrody, Żerdź, Żyrzyn.

## Historia
W 1612 roku powstał w Żyrzynie drewniany kościół podlegający pod parafię w Gołębiu.
W 1675 roku biskup Andrzej Trzebicki erygował nową parafię i wzniesiono nowy drewniany kościół pw. Świętych Apostołów Piotra i Pawła, konsekrowany w 1696 roku.
W 1803 roku rozpoczęto wieloletnią budowę nowego murowanego kościoła pod tym samym wezwaniem co poprzedni. Konsekrowany został w 1848 roku.

## Proboszczowie
- ks. Stanisław Jastrzębski (1675–?)[3]
- ks. Paweł Krajewski(XIX w)[3]
- ks. Ignacy Stankiewicz (XIX w. )[3]
- ks. Stefan Bielawski (1935–1982)[4]
- ks. Eugeniusz Mikita (1982–2007)[5]
- ks. Mirosław Sypuła